# Jászberényi Gábor
Jászberényi Gábor (Csorna, 1983. május 22. –) magyar színész.

## Életpályája
Sopronban nőtt fel. Szülei könyvkiadással foglalkoztak, bátyja Jászberényi Sándor újságíró, költő, novellista. Kezdetben rockzenésznek készült. Pályáját a Soproni Petőfi Színházban kezdte statisztaként.
Érettségi után felvételizett a Színház- és Filmművészeti Egyetemre, de nem vették fel. Ezután a Fiatalok Színházába került, majd játszott a székesfehérvári Vörösmarty Színházban, később három évig a kassai Thália Színházban, majd a dunaújvárosi Bartók Kamaraszínházban.
Szabadúszó színészként dolgozik. Szinkronizálással is foglalkozik. Alapítója a Másik Produkció nevű összművészeti társulatnak, melyben Gulyás Hermann Sándorral közös előadásokat hoznak létre.

## Filmes és televíziós szerepei
- Maksavízió (2004)[10]
- A martfűi rém (2016) ...Réti Ákos
- Örök tél (2018) ...Irén férje
- Pesti balhé (2020) ...Vinsz
- Foglyok (2020) ...Főtörzsőrmester
- Az unoka (2021) ...Doma
- Cella – Letöltendő élet (2023) ...Zsurka Milán
- Mellékszereplők (2023) ...Gábor
- Most vagy soha! (2024) ...Meyer
- S.E.R.E.G. (2024) ...Kellner Árpád

## Díjai és elismerései
- Vallai Péter-díj (2019)[11][12]